# 野口真一
野口 真一（のぐち しんいち、1957年 - ）は、京都府京都市出身の元アマチュア野球選手、監督である。ポジションは内野手。

## 来歴・人物
平安高校卒業後に同志社大学に入学する。
旧関西六大学野球リーグでは1年生の秋頃から二塁手として活躍し、2度のリーグ優勝を経験し、3度のベストナインに授賞し、1979年の春季リーグでは首位打者に選ばれた。1978年の第9回明治神宮野球大会では決勝で東洋大学を下し日本一を果たしている。
大学卒業後は社会人野球のプリンスホテルに入団し、補強選手も含めて、都市対抗野球に6年連続で出場した。
1986年から母校の同志社大学でコーチを務め、1990年から1992年までに監督を務め、1990年秋季リーグで優勝を果たし、同年の明治神宮野球大会でもチームを日本一に導いた。
教え子に杉浦正則や片岡篤史や宮本慎也らがいる。